# Euryvalgus borneensis
Euryvalgus borneensis är en skalbaggsart som beskrevs av Moser 1908. Euryvalgus borneensis ingår i släktet Euryvalgus och familjen Cetoniidae. Inga underarter finns listade i Catalogue of Life.